# أوستين ماكدونالد
أوستين ماكدونالد هو ممثل كندي، ولد في 17 يوليو 1995 في كندا.

## وصلات خارجية
- أوستين ماكدونالد على موقع IMDb (الإنجليزية)
- أوستين ماكدونالد على موقع قاعدة بيانات الفيلم (الإنجليزية)